# شجاع (فیلم ۱۹۹۷)
شجاع (به انگلیسی: The Brave) فیلمی به کارگردانی و بازی جانی دپ محصول سال ۱۹۹۷ است. این فیلم از رمانی به همین نام نوشته «گریگوری مک دانلد» اقتباس شده‌است. این فیلم اولین تجربه کارگردانی جانی دپ است او همچنین فیلمنامه این فیلم را به همراه برادرش نوشته‌است.
شجاع اولین بار در جشنواره فیلم کن ۱۹۹۷ نمایش داده شد که با نظرات مثبت و منفی روبرو شد. این فیلم در سطح بین‌المللی در سینماها نمایش داده شد و به صورت دی وی دی عرضه شد اما در آمریکا نمایش داده نشد.

## خلاصه داستان
داستان فیلم دربارهٔ یک سرخپوست آمریکایی به نام «رافائل» است که با همسر و دو فرزندش در بین گروهی از
مردم در جایی دور از شهر و نزدیکی زباله دانی زندگی می‌کند و برای امرار معاش هر چیزی که بتواند می‌فروشد. رافائل به دلیل درماندگی و ناتوانی در تأمین زندگی خانواده‌اش، قبول می‌کند که در فیلمی بازی کند که در ازای دریافت پول زیادی که امیدوار است زندگی خانواده‌اش را بهتر کند، واقعاً کشته شود.
رافائل پول زیادی دریافت می‌کند و به او یک هفته فرصت داده می‌شود تا زندگی کند و بعد از یک هفته در جلوی دوربین شکنجه و کشته شود. فیلم تغییر رفتار رافائل با همسر و فرزندانش و اندوهش از سرنوشت غم انگیزش را در آخرین هفته زندگیش نشان می‌دهد.

## بازیگران
| بازیگر              | نقش          |
| ------------------- | ------------ |
| جانی دپ             | رافائل       |
| مارلون براندو       | مک‌کارتی      |
| مارشال بل           | لری          |
| الپیدیا کاریلو      | ریتا         |
| فردریک فورست        | لو اس آر     |
| کلارنس ویلیامز سوم  | پدر استراتون |
| مکس پرلیچ           | لو جی آر     |
| لوئیس گازمن         | لوئیس        |
| کادی لایتنینگ       | فرنکی        |
| نیکول منسرا         | مارتا        |
| فلوید رد کرو وسترمن | پاپا         |
| پپ سرنا             | الیسندرو     |
| لوپ انتیوروس        | ماریا        |
| الکسیز کروز         | هیمن         |
| چاک ای ویس          | ویزی         |